# Callitriche stagnalis
La gamberaja maggiore (Callitriche stagnalis Scop., 1771) è una pianta acquatica della famiglia Plantaginaceae, diffusa in Europa.

## Descrizione
È una pianta acquatica sommersa, che talvolta può crescere anche sul fango delle rive. Predilige acque stagnanti o a flusso debole, e formano caratteristici ciuffi sulla superficie dell'acqua, dove affiorano i suoi apici.
Il fusto, strisciante, è lungo fino a 40 centimetri.
Le foglie, lineari e lanceolate, sono raccolte a rosette, affioranti dall'acqua a formare un fitto tappeto su superfici di acqua ferme o lente, mai in corrente. Le foglie sommerse sono claviformi.

## Distribuzione e habitat
Callitriche stagnalis è diffusa in tutta l'Europa, dalle Azzorre all'Islanda, spingendosi a est sino al versante occidentale dei monti Urali. È stata introdotta, divenendo invasiva, in Nord America, Australia, Nuova Caledonia e Nuova Zelanda.